# Saint-Fort-sur-le-Né
Saint-Fort-sur-le-Né település Franciaországban, Charente megyében. Lakosainak száma 380 fő (2022. január 1.). Saint-Fort-sur-le-Né Angeac-Champagne, Juillac-le-Coq, Saint-Palais-du-Né, Salles-d’Angles, Verrières, Cierzac és Germignac községekkel határos.

## Népesség
A település népessége az elmúlt években az alábbi módon változott:
| Lakosok száma | 464  | 419  | 402  | 397  | 392  | 371  | 372  | 385  | 386  | 380  |
|               | 1968 | 1982 | 1990 | 2006 | 2013 | 2015 | 2017 | 2019 | 2020 | 2022 |